# Reino Unido en el Festival de la Canción de Eurovisión 2022
Descripción:
BRAVO 6: Es una serie web creada por el Youtuber/creador de contenido FabianTheGAC es una serie de acción y aventura que nos pone en la piel de un soldado de una unidad secreta de Venezuela llamado "Reyes" 
Sinopsis:
Reyes estaba pensando en salirse de esa unidad porque no era lo suyo y así poder estar con su prometida pero en
E
Reino Unido es uno de los países «clásicos» del festival, debutando en la segunda edición del concurso, en 1957. Desde entonces el país ha concursado en 63 ocasiones, siendo uno de los países que más ha participado dentro del festival. Reino Unido tiene uno de los mejores palmarés en el concurso, ubicándose dentro de los mejores 10 en 41 participaciones y logrando vencer en cinco ocasiones, la serie transcurre en varios países como Venezuela, Colombia, España, Estados Unidos, Argentina y Chile.el festival: la primera, en 1967, con la cantante Sandie Shaw y la canción «Puppet on a string». La segunda vez sucedió en 1969, gracias a la canción «Boom bang-a-bang» de Lulu. La tercera ocasión fue en 1976, cuando Brotherhood of Man ganó con la canción «Save your Kisses for Me». Posteriormente ganó en 1981 con el grupo Bucks Fizz interpretando «Making your Mind Up». La última victoria británica fue en el concurso de 1997 con «Love Shine a Light» de Katrina & the Waves. Así mismo, Reino Unido tiene el récord de más segundos lugares en el festival, con 15.
En 2021, el artista seleccionado internamente, James Newman, finalizó en 26.ª y última posición con 0 puntos, con el tema «Embers».

## Representante para Eurovisión

### Elección Interna
Reino Unido confirmó su participación en el Festival de la Canción de Eurovisión de 2022 en octubre de 2021. El 21 de octubre de 2021 la BBC confirmó que uilizaría un método de selección interna para elegir a su representante a través de una colaboración con la discográfica TaP Music. El 25 de enero de 2022, TaP Music confirmó que se encontraban cribando las candidaturas para seleccionar al representante británico, teniendo tanto cantantes emergentes como consolidados y que el trabajo se estaba realizando estrechamente junto a Scott Mills y BBC Radio 1.
El 10 de marzo de 2022, Scott Mills anunció durante el programa de Radio 1 Breakfast con Greg James que Sam Ryder había sido seleccionado como el participante británico en Eurovisión con la balada pop «SPACE MAN», compuesta por el mismo junto a Amy Wadge y Max Wolfgang. El tema había sido presentado una semana antes como el "Tema de la semana" en el Afternoon Show de Mills de la BBC Radio 1. El día 23 de marzo de 2022, se confirmó que Ryder grabó su actuación de respaldo live-on-tape en Sofía, Bulgaria.

## En Eurovisión
Reino Unido, al ser uno de los países pertenecientes al Big Five, estuvo clasificada automáticamente a la final del 14 de mayo, junto al país anfitrión y el resto del Big Five: Alemania, España, Francia, Italia (quien también funge como país anfitrión). El sorteo realizado el 25 de enero de 2022, determinó que el país, tendría que transmitir y votar en la segunda semifinal.
Los comentarios para Reino Unido corrieron en la transmisión por televisión por parte de Scott Mills y Rylan Clark en las semifinales, que por primera vez desde 2015 se transmitieron en el canal BBC Three, mientras que la final fue comentada por 13.ª ocasión consecutiva por el presentador de televisión Graham Norton, mientras que la transmisión por radio fue comentada por Ken Bruce por 34.ª ocasión seguida. La portavoz de la votación del jurado profesional británico fue la presentadora de televisión AJ Odudu. Los puntos fueron anunciados por primera vez desde la ciudad de Salford en el área del Gran Mánchester, lugar al que fue reubicada la producción de la BBC de Eurovisión.
La semifinal 1 retransmitida por BBC Three fue vista por 545,000 espectadores, siendo la tercera audiencia más grande para la cadena. La gran final del concurso fue vista en promedio por 8.9 millones de personas y un 55% de porcentaje de audiencia. De esta forma, se convirtió en el segundo festival más seguido por los británicos en el siglo XXI, solo por detrás de la participación del grupo Blue en 2011.

### Final
Sam Ryder tomó parte de los primeros ensayos los días 5 y 7 de mayo, así como de los ensayos generales con vestuario de la segunda semifinal los días 11 y 12 de mayo y de la final los días 13 y 14 de mayo. El ensayo general de la tarde del 13 fue tomado en cuenta por los jurados profesionales para emitir sus votos, que representaron el 50% de los puntos. Después de los ensayos del 7 de mayo, un sorteo determinó en que mitad de la final participarían los países del Big Five. Reino Unido fue sorteado en la segunda mitad (posiciones 14-25). Una vez conocidos todos los finalistas, los productores del show decidieron el orden de actuación de todos los finalistas, respetando lo determinado por el sorteo. El orden de actuación revelado durante la madrugada del viernes 13 de mayo, decidió que Reino Unido debía actuar en la posición 22 por delante de Australia y detrás de Polonia.
La actuación británica fue diseñada por el austriaco Marvin Dietmann. Sam Ryder actuó en el escenario junto a dos bateristas oculto a sus lados, dentro de una gran estructura metálica que simulaban tres alas que se abrieron a mitad de la actuación. Sam vistió un mono de paracaidista negro con motivos astronómicos en plata brillante en referencia al título de la canción. La iluminación se mantuvo en penumbra con ciertos juegos de luces en blanco y dorado, finalizando la actuación con un solo de guitarra por parte de Ryder.
Durante la votación, Reino Unido logró vencer en la votación del jurado con un total de 283 puntos, obteniendo la máxima puntuación de 8 países y siendo votado por 35 de los 39 posibles votantes. Posteriormente, se anunció su puntuación en la votación del público: un total de 183 puntos que la colocaron en el 5° lugar del televoto, habiendo recibido la máxima puntuación de Malta. En la sumatoria final, Sam Ryder se ubicó en 2.ª posición con un total de 466 puntos, a 165 de diferencia del ganador Ucrania. Este resultado se convirtió en la máxima puntuación jamás obtenida en la historia por Reino Unido, superando los 227 de Katrina & the Waves de 1997; así como en el primer top 5 del país desde 2009 y la mejor posición británica desde 1998. Por último, el país logró aumentar a 16 su récord de mayor cantidad de segundos lugares en el concurso, logrando Sam Ryder de esta manera, el mejor resultado para el país en el siglo XXI

### Votación

#### Puntuación a Reino Unido

##### Final
| Jurado                                                                                      | Jurado                                                                     | Jurado                                                                                      | Jurado                           | Jurado                                                                                        |
| 12 puntos                                                                                   | 10 puntos                                                                  | 8 puntos                                                                                    | 7 puntos                         | 6 puntos                                                                                      |
| ------------------------------------------------------------------------------------------- | -------------------------------------------------------------------------- | ------------------------------------------------------------------------------------------- | -------------------------------- | --------------------------------------------------------------------------------------------- |
| - Alemania - Austria - Azerbaiyán - Bélgica - Francia - Georgia - República Checa - Ucrania | - Albania - Bulgaria - Finlandia - Israel - Lituania - Moldavia - Portugal | - Irlanda - Letonia - Macedonia del Norte - Malta - Polonia - Rumania - San Marino - Suecia | - Islandia                       | - Dinamarca - Italia - Noruega - Suiza                                                        |
| 5 puntos                                                                                    | 4 puntos                                                                   | 3 puntos                                                                                    | 2 puntos                         | 1 punto                                                                                       |
| - Montenegro                                                                                | - Estonia - Países Bajos                                                   | - Chipre - España                                                                           | - Eslovenia                      | - Serbia                                                                                      |
| Televoto                                                                                    |                                                                            |                                                                                             |                                  |                                                                                               |
| 12 puntos                                                                                   | 10 puntos                                                                  | 8 puntos                                                                                    | 7 puntos                         | 6 puntos                                                                                      |
| - Malta                                                                                     | - Israel                                                                   | - Austria - Azerbaiyán - España - Países Bajos                                              | - Australia - Islandia - Ucrania | - Alemania - Chipre - Dinamarca - Irlanda - Italia - Noruega - Portugal - San Marino - Suecia |
| 5 puntos                                                                                    | 4 puntos                                                                   | 3 puntos                                                                                    | 2 puntos                         | 1 punto                                                                                       |
| - Estonia - Grecia - Suiza                                                                  | - Albania - Finlandia - Georgia - Lituania                                 | - Bélgica - Bulgaria - Letonia - Moldavia - Polonia - Rumania                               | - Francia - República Checa      | - Armenia                                                                                     |

#### Votación realizada por Reino Unido
| Puntos    | Jurado              | Televoto        |
| --------- | ------------------- | --------------- |
| 12 puntos | Suecia              | Irlanda         |
| 10 puntos | República Checa     | Polonia         |
| 8 puntos  | Azerbaiyán          | República Checa |
| 7 puntos  | Macedonia del Norte | Rumania         |
| 6 puntos  | Polonia             | Serbia          |
| 5 puntos  | Serbia              | Suecia          |
| 4 puntos  | Estonia             | Finlandia       |
| 3 puntos  | Australia           | San Marino      |
| 2 puntos  | Bélgica             | Estonia         |
| 1 punto   | Israel              | Chipre          |

| Puntos    | Jurado     | Televoto |
| --------- | ---------- | -------- |
| 12 puntos | Suecia     | Ucrania  |
| 10 puntos | España     | Polonia  |
| 8 puntos  | Polonia    | Moldavia |
| 7 puntos  | Azerbaiyán | Lituania |
| 6 puntos  | Australia  | Noruega  |
| 5 puntos  | Estonia    | España   |
| 4 puntos  | Grecia     | Suecia   |
| 3 puntos  | Portugal   | Rumania  |
| 2 puntos  | Suiza      | Estonia  |
| 1 punto   | Serbia     | Serbia   |

##### Desglose
El jurado británico estuvo compuesto por:
- Adam Hunter
- Denise Pearson
- Eliot Kennedy
- Excalibah
- Helen George

| Semifinal 2 | Semifinal 2         | Semifinal 2 | Semifinal 2 | Semifinal 2 | Semifinal 2 | Semifinal 2 | Semifinal 2 | Semifinal 2 | Semifinal 2 | Semifinal 2 |
| N.º         | País                | Jurado      | Jurado      | Jurado      | Jurado      | Jurado      | Jurado      | Jurado      | Televoto    | Televoto    |
| N.º         | País                | Jurado A    | Jurado B    | Jurado C    | Jurado D    | Jurado E    | Ranking     | Puntos      | Ranking     | Puntos      |
| ----------- | ------------------- | ----------- | ----------- | ----------- | ----------- | ----------- | ----------- | ----------- | ----------- | ----------- |
| 01          | Finlandia           | 12          | 14          | 13          | 9           | 16          | 17          |             | 7           | 4           |
| 02          | Israel              | 5           | 3           | 12          | 13          | 11          | 10          | 1           | 14          |             |
| 03          | Serbia              | 10          | 10          | 15          | 2           | 3           | 6           | 5           | 5           | 6           |
| 04          | Azerbaiyán          | 1           | 6           | 3           | 15          | 14          | 3           | 8           | 17          |             |
| 05          | Georgia             | 2           | 11          | 14          | 12          | 17          | 12          |             | 12          |             |
| 06          | Malta               | 17          | 15          | 6           | 18          | 13          | 16          |             | 13          |             |
| 07          | San Marino          | 15          | 12          | 18          | 5           | 12          | 13          |             | 8           | 3           |
| 08          | Australia           | 4           | 1           | 10          | 16          | 18          | 8           | 3           | 11          |             |
| 09          | Chipre              | 14          | 17          | 16          | 8           | 15          | 18          |             | 10          | 1           |
| 10          | Irlanda             | 9           | 16          | 7           | 4           | 10          | 11          |             | 1           | 12          |
| 11          | Macedonia del Norte | 8           | 4           | 17          | 7           | 2           | 4           | 7           | 16          |             |
| 12          | Estonia             | 18          | 5           | 2           | 6           | 9           | 7           | 4           | 9           | 2           |
| 13          | Rumania             | 13          | 13          | 11          | 10          | 8           | 14          |             | 4           | 7           |
| 14          | Polonia             | 3           | 9           | 5           | 14          | 4           | 5           | 6           | 2           | 10          |
| 15          | Montenegro          | 16          | 18          | 9           | 17          | 6           | 15          |             | 18          |             |
| 16          | Bélgica             | 6           | 7           | 4           | 11          | 7           | 9           | 2           | 15          |             |
| 17          | Suecia              | 11          | 2           | 1           | 1           | 5           | 1           | 12          | 6           | 5           |
| 18          | República Checa     | 7           | 8           | 8           | 3           | 1           | 2           | 10          | 3           | 8           |

| Final | Final           | Final                      | Final                      | Final                      | Final                      | Final                      | Final                      | Final                      | Final                      | Final                      |
| N.º   | País            | Jurado                     | Jurado                     | Jurado                     | Jurado                     | Jurado                     | Jurado                     | Jurado                     | Televoto                   | Televoto                   |
| N.º   | País            | Jurado A                   | Jurado B                   | Jurado C                   | Jurado D                   | Jurado E                   | Ranking                    | Puntos                     | Ranking                    | Puntos                     |
| ----- | --------------- | -------------------------- | -------------------------- | -------------------------- | -------------------------- | -------------------------- | -------------------------- | -------------------------- | -------------------------- | -------------------------- |
| 01    | República Checa | 10                         | 16                         | 10                         | 7                          | 11                         | 12                         |                            | 18                         |                            |
| 02    | Rumania         | 11                         | 17                         | 12                         | 13                         | 15                         | 17                         |                            | 8                          | 3                          |
| 03    | Portugal        | 8                          | 10                         | 9                          | 21                         | 2                          | 8                          | 3                          | 14                         |                            |
| 04    | Finlandia       | 4                          | 22                         | 19                         | 12                         | 19                         | 14                         |                            | 11                         |                            |
| 05    | Suiza           | 14                         | 9                          | 3                          | 6                          | 21                         | 9                          | 2                          | 24                         |                            |
| 06    | Francia         | 23                         | 23                         | 24                         | 24                         | 22                         | 24                         |                            | 17                         |                            |
| 07    | Noruega         | 7                          | 12                         | 18                         | 20                         | 13                         | 16                         |                            | 5                          | 6                          |
| 08    | Armenia         | 19                         | 21                         | 15                         | 15                         | 23                         | 22                         |                            | 20                         |                            |
| 09    | Italia          | 21                         | 8                          | 4                          | 16                         | 16                         | 11                         |                            | 12                         |                            |
| 10    | España          | 1                          | 7                          | 7                          | 5                          | 3                          | 2                          | 10                         | 6                          | 5                          |
| 11    | Países Bajos    | 22                         | 20                         | 11                         | 10                         | 18                         | 20                         |                            | 16                         |                            |
| 12    | Ucrania         | 20                         | 11                         | 16                         | 14                         | 7                          | 15                         |                            | 1                          | 12                         |
| 13    | Alemania        | 15                         | 19                         | 17                         | 23                         | 24                         | 23                         |                            | 15                         |                            |
| 14    | Lituania        | 13                         | 18                         | 20                         | 17                         | 4                          | 13                         |                            | 4                          | 7                          |
| 15    | Azerbaiyán      | 18                         | 5                          | 1                          | 4                          | 9                          | 4                          | 7                          | 22                         |                            |
| 16    | Bélgica         | 17                         | 14                         | 13                         | 22                         | 17                         | 21                         |                            | 21                         |                            |
| 17    | Grecia          | 5                          | 13                         | 8                          | 8                          | 5                          | 7                          | 4                          | 13                         |                            |
| 18    | Islandia        | 9                          | 24                         | 22                         | 18                         | 10                         | 18                         |                            | 23                         |                            |
| 19    | Moldavia        | 16                         | 15                         | 23                         | 11                         | 12                         | 19                         |                            | 3                          | 8                          |
| 20    | Suecia          | 3                          | 1                          | 5                          | 1                          | 1                          | 1                          | 12                         | 7                          | 4                          |
| 21    | Australia       | 2                          | 3                          | 6                          | 9                          | 20                         | 5                          | 6                          | 19                         |                            |
| 22    | Reino Unido     | -------------------------- | -------------------------- | -------------------------- | -------------------------- | -------------------------- | -------------------------- | -------------------------- | -------------------------- | -------------------------- |
| 23    | Polonia         | 6                          | 4                          | 2                          | 3                          | 14                         | 3                          | 8                          | 2                          | 10                         |
| 24    | Serbia          | 24                         | 2                          | 21                         | 19                         | 6                          | 10                         | 1                          | 10                         | 1                          |
| 25    | Estonia         | 12                         | 6                          | 14                         | 2                          | 8                          | 6                          | 5                          | 9                          | 2                          |